# Lukas Flückiger
Lukas Flückiger (ur. 31 stycznia 1984 w Ochlenbergu) – szwajcarski kolarz górski i przełajowy, trzykrotny medalista mistrzostw świata i Europy MTB.

## Kariera
Pierwszy sukces w karierze Lukas Flückiger osiągnął w 2002 roku, kiedy reprezentacja Szwajcarii w składzie: Florian Vogel, Thomas Frischknecht, Lukas Flückinger i Petra Henzi zdobyła brązowy medal w sztafecie cross-country podczas mistrzostw świata w Kaprun. W tym samym roku Szwajcarzy z Flückigerem w skjładzie zdobyli również srebrny medal na mistrzostwach Europy w Zurychu. Na rozgrywanych osiem lat później mistrzostwach Europy w Hajfie wywalczył indywidualnie srebrny medal w cross-country - lepszy był tylko Czech Jaroslav Kulhavý. Kolejny medal zdobył na mistrzostwach świata w Leogang w 2012 roku, gdzie także był drugi w tej konkurencji. W zawodach tych całe podium zajęli Szwajcarzy: zwyciężył Nino Schurter, a trzeci był brat Lukasa - Matthias Flückiger. Lukas Flückiger startuje także w kolarstwie szosowym, w którym kilkakrotnie zdobywał medale mistrzostw kraju, w tym złoty w 2010 roku. W tym samym roku zajął ponadto 20. pozycję na przełajowych mistrzostwach świata w Taborze. Nie brał udziału w igrzyskach olimpijskich.